# (6895) 1987 DG6
(6895) 1987 DG6 (1987 DG6, 1957 HX, 1983 EX1, 1984 QA1) — астероїд головного поясу, відкритий 23 лютого 1987 року.
Тіссеранів параметр щодо Юпітера — 3,361.